# Бургаска низина
Бургаската низина е част от Тунджанско-Странджанската подобласт в България, по черноморското крайбрежие, около Бургаския залив.
На запад и северозапад опира до полегатите склонове на възвишенията Бакаджици и Хисар, а на север до ниската Айтоска планина. На юг достига до северните склонове на ридовете Каратепе, Босна, Росен баир и Медни рид – най-северните разклонения на Странджа, а на североизток прехожда в широката долина на Хаджийска река. Надморската ѝ височина е от 0 м по крайбрежието до 150 – 160 м в периферията. Най-високата ѝ точка е във възвишенията Върли бряг (208,7 м). от запад на изток дължината ѝ е около 50 км, а от север на юг – до 30 км.
Низината е оформена върху грабен-синклинална структура, изградена от сенонски седименти и пирокластити. Крайбрежието е характерно с плажни ивици (дюни между Несебър и Бургас), разчленено от полуостров и заливи. Добре развити морски тераси заети от езера (Поморийско, Атанасовско, Бургаско и Мандренско). Голяма част от низината е запълнена с морски и речни наслаги. Гъсто развита радиална речна мрежа – Айтоска река, Чукарска река, Русокастренска река (с притока си Хаджиларска река), Средецка река (с притоците си Господаревска река и Каракютючка река), Факийска река, Изворска река и др., със слабо развити ниски речни тераси. Климатът е умереноконтинентален с черноморско влияние. Почвите са основно черноземни смолници. Отглеждат се зърнени и технически култури, лозя, овощия и др. Находища на въглища (мина „Черно море“) и медна руда (мина „Росен“). Край квартал „Ветрен“ на град Бургас има минерални извори (Бургаски минерални бани).
Център на района е град Бургас и градовете Поморие, Каблешково, Камено, Българово и Средец.
В различни направления низината е пресечена от 7 пътя (№ 6, 9, 79, 99, 539, 795 и 906) от Държавната пътна мрежа и автомагистрала „Тракия“. В северната ѝ преминава и част от трасето на жп линията София – Карлово – Бургас.

## Топографска карта
- Лист от карта K-35-54. Мащаб: 1 : 100 000.
- Лист от карта K-35-55. Мащаб: 1 : 100 000.
- Лист от карта K-35-56. Мащаб: 1 : 100 000.
- Лист от карта K-35-66. Мащаб: 1 : 100 000.
- Лист от карта K-35-67. Мащаб: 1 : 100 000.